# Infinity 2008
Infinity 2008 è un singolo pubblicato nel 2008 dal Guru Josh Project, il progetto formato da Guru Josh con Snakebyte e Darren Bailie.
Contiene, in diverse versioni, il rifacimento di un brano del 1989 dello stesso Guru Josh, Infinity, brano che lo ha consacrato un'icona della musica house in Inghilterra a fine anni ottanta e inizio novanta.

## Tracce
Testi e musiche di Guru Josh.
1. Infinity 2008 (Klaas vocal edit) – 3:12
2. Infinity 2008 (Klaas remix) – 6:29
3. Infinity 2008 (Jerome Isma-ae remix) – 7:33

Durata totale: 17:14